# Christian von Koenigsegg
Christian Erland Harald von Koenigsegg (nacido en Suecia el 2 de julio de 1972), es el fundador del fabricante sueco de automóviles superdeportivos Koenigsegg Automotive AB.
Él y su esposa, Halldora von Koenigsegg, participan activamente en la gestión de la empresa.

## Primeros años

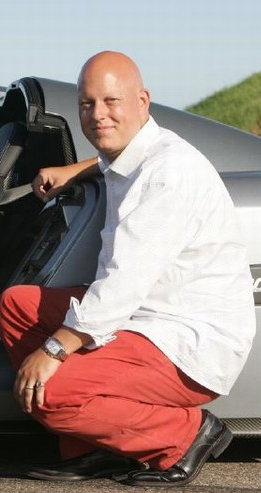
Junto a un coche en 2007

Nació en el Hospital Danderyds de Estocolmo, Suecia, dentro de una familia de ascendencia alemana. Cuando tenía cinco años, tras ver la película de animación noruega Flåklypa Grand Prix, donde un reparador local de bicicletas construía su propio automóvil de carreras, hizo que Koenigsegg soñara en crear el deportivo perfecto. Después de varios años de planificación, en 1994 se puso en marcha su proyecto. El diseñador David Craaford proporcionó un concepto de diseño que siguió Koenigsegg. Ese primer prototipo permitió la fundación de la compañía.
Koenigsegg mostró interés por los coches desde una edad muy temprana, comenzando cuando con cinco años vio la película noruega Flåklypa Grand Prix, donde un reparador de bicicletas construía su propio vehículo de carreras. Cuando tenía seis años montó por primera vez en un kart, siendo según el propio Koenigsegg "uno de los mejores días de su vida". Su primer trabajo fue en un concesionario Suzuki en Estocolmo, lavando los coches. El resto del tiempo se dedicaba al tuneo de motocicletas, llegando a ser conocido en la zona.
Una de sus innovaciones fue el llamado "Chip Player". Él creía que un día los chips de memoria de las computadoras llegarían a poder almacenar el valor de un CD en datos y que sería una forma más barata y cómoda de comprar y almacenar música. Llevó a cabo algunas búsquedas de patentes para un dispositivo musical que funcionara por chips en lugar de por discos. Finalmente nadie pareció interesado en el invento, por lo que Christian lo abandonó.
En 1991 inventó una solución para la unión de tablas de suelo sin necesidad de clavos o pegamento. Lo llamó "Click", ya que el contorno de las tablas permitía unirlas fácilmente. Presentó esta idea a su padrastro que era director de una empresa de suelos en ese momento, pero rechazó su idea, ya que creía que ese sistema si de verdad tuviera éxito, lo habría tenido hace mucho antes. Mostró su idea a otros fabricantes de suelo de la zona, siendo también rechazado por todos ellos. En 1995, una empresa belga y sueca patentó casi la misma idea de Christian, empezando este de ese modo un negocio multimillonario.
La mayoría de las patentes que realiza hoy día la empresa Koenigsegg son obra de Christian. Alguna de ellas son el convertidor catalítico «Rocket», el sistema de Respuesta/Alivio Supercharger o la suspensión con amortiguadores «Triplex». Este último consiste en un sistema de suspensión trasera utilizada en los modelos de Koenigsegg actuales que permite la máxima comodidad y velocidad en línea recta.  Se utiliza un amortiguador montado transversalmente que conecta las dos ruedas traseras, así como un sistema de suspensión independiente para cada rueda. Otra de las novedades que la compañía ha estado llevando a cabo es la tecnología de válvula de forma libre, que utiliza la electrónica y la presión de aire para accionar las válvulas de admisión y de escape con muy alta precisión y control ilimitado de tiempo, en lugar de la tecnología tradicional del árbol de levas para sus vehículos, lo que permite a los motores ser mucho más eficientes mediante la reducción de peso y tamaño, al tiempo que cada cilindro es capaz de ser controlado independientemente, lo que permite una combustión más completa. Aunque todavía se encontraba en fase de investigación y desarrollo, era un concepto muy prometedor.

## Automóviles Koenigsegg

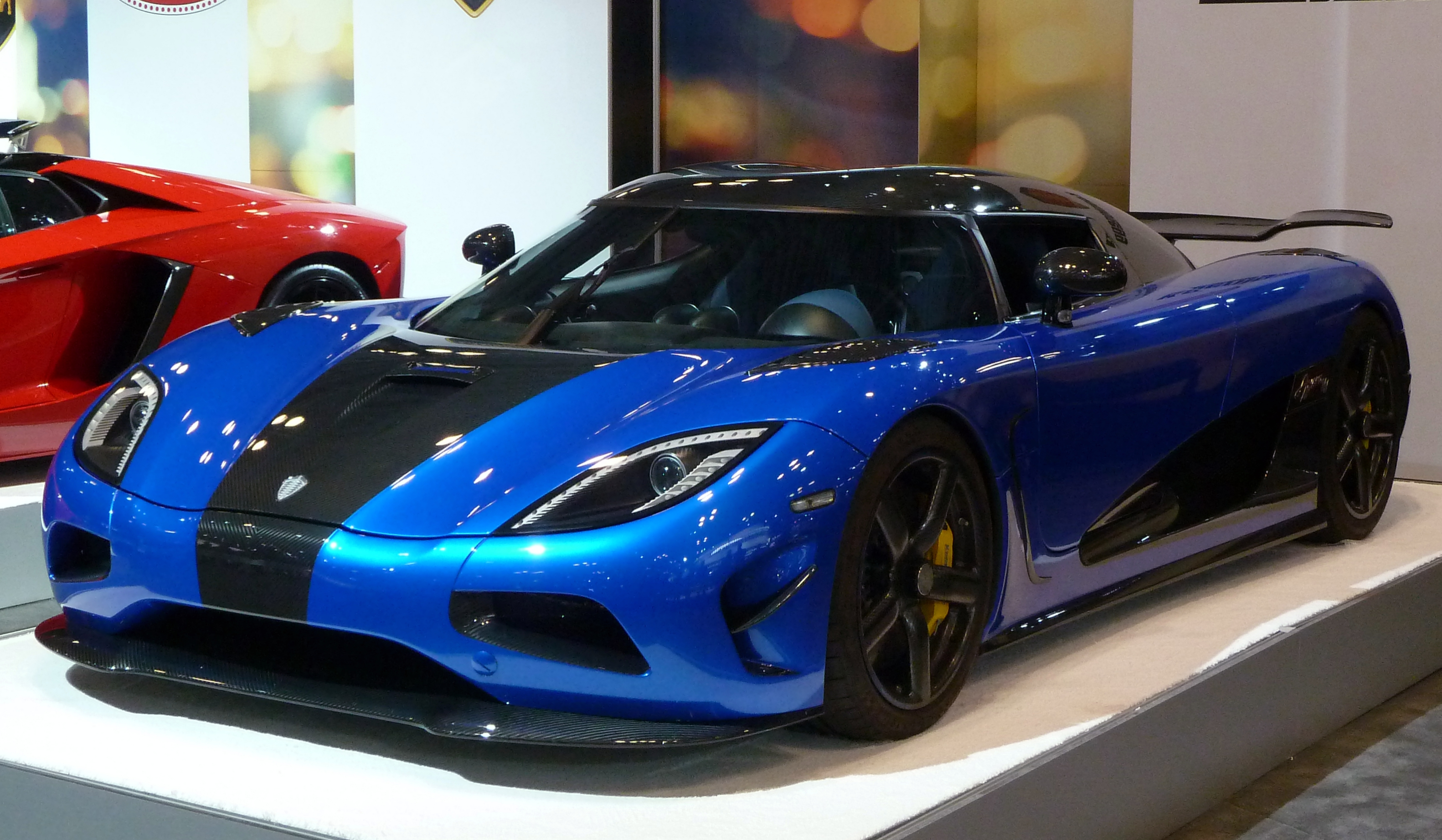
Koenigsegg Agera HH

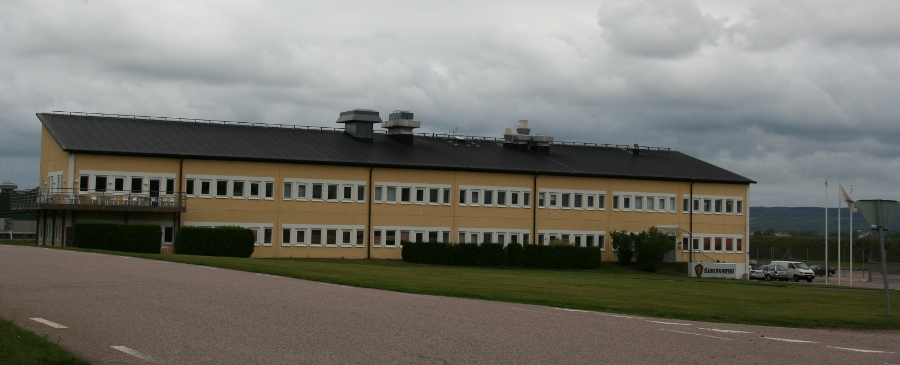
Fábrica de Koenigsegg

En 1994, con 22 años de edad, Christian lanzó la compañía que lleva su nombre. Dibujó el diseño técnico inicial del coche él mismo y, junto con un pequeño equipo de trabajo, modeló todos los componentes del vehículo a mano. El prototipo fue terminado en 1996, solamente dos años después de que comenzara el proyecto. El primer prototipo tenía un chasis monocasco único con suspensión especialmente diseñada, frenos, brazos oscilantes y montantes. Tenía un interior completo con doble cristal curvado, equipado con elevalunas eléctricos.
En 2002, comenzó la producción en serie del CC8S, un coche que estaba totalmente homologado y con las pruebas de choque necesarias para el mercado europeo. En 2003, un incendio arrasó la fábrica y, aunque el edificio fue destruido, la mayoría de los equipos y quince coches en producción se salvaron. Se trasladaron a su ubicación actual, un antiguo hangar. En 2004, se introdujo un nuevo modelo: el CCR. En ese momento, los coches de Koenigsegg solamente cumplían con la seguridad regional y las pruebas de emisiones, pero en 2005 con el CCX, fueron capaces de ampliarse también a todo el mundo. Con los años, han estado perfeccionando sus vehículos, haciéndolos más ecológicos y más rápidos. Finalmente, en 2014 cumplió su sueño y creó el coche perfecto: el One:1, con un caballo de potencia por cada kilogramo de peso, es decir, con una relación peso a potencia de 1:1, de ahí el nombre.